# Monte Bianco di Courmayeur
Monte Bianco di Courmayeur (în franceză Mont Blanc de Courmayeur) este un vârf montan cu o înălțime de 4.748 m, situat pe creasta de sud-est a masivului Mont Blanc, al cărui vârf (4.810 m) se găsește la 625 de metri distanță, în direcția nord-vest, pe teritoriul Franței, cele două vârfuri fiind conectate prin creasta Col Major (aproximativ 4.730 m altitudine). Monte Bianco di Courmayeur reprezintă punctul de maximă altitudine din Italia.
Conform definiției vârfului montan, Monte Bianco di Courmayeur ar trebui considerat vârf secundar al Mont Blanc, proeminența sa topografică raportat la vârful Mont Blanc fiind mai mică de 30 de metri. Cu toate acestea, datorită importanței topografice, morfologice și sportive, Uniunea Internațională a Asociațiilor de Alpinism l-a inclus în Lista vârfurilor din Alpi cu înălțimi de peste 4.000 m.

## Geologie
Parte a masivului Mont Blanc, Monte Bianco di Courmayeur este format în principal din intruziuni granitice („batolit”), rocile fiind forțate să urce printr-un strat subteran de gnais și șisturi de mică în timpul orogenezei hercinice din paleozoicul târziu. Monte Bianco di Courmayeur este situat în zona de contact al acestor două tipuri de roci. Graniturile au în cea mai mare parte granulație mare, variind ca tip de la microgranit la granit porfiroid. Ulterior, falii cu zone de forfecare au apărut în timpul orogenezei alpine. Fazele tectonice repetate au provocat ruperea rocii în mai multe direcții și în planuri suprapuse. În cele din urmă, glaciația trecută și actuală a determinat modelarea peisajului în forma sa actuală.
Prima prezentare sistematică a mineralelor din zona Mont Blanc a fost publicată în 1873 de către Venance Payot, naturalist, glaciolog, ghid montan, savant, autor și de două ori primar al orașului Chamonix. Lista intitulată „Statistica mineralogică a împrejurimilor Mont Blanc” (Statistique minéralogique des environs du Mt-Blanc) a catalogat 90 de tipuri de minerale, deși le includea și pe cele prezente doar în mică măsură în componența rocilor. Dacă acestea sunt eliminate, rămân cel puțin 68 de tipuri de minerale prezente în zona largă a masivului Mont Blanc.

## Divergențe teritoriale

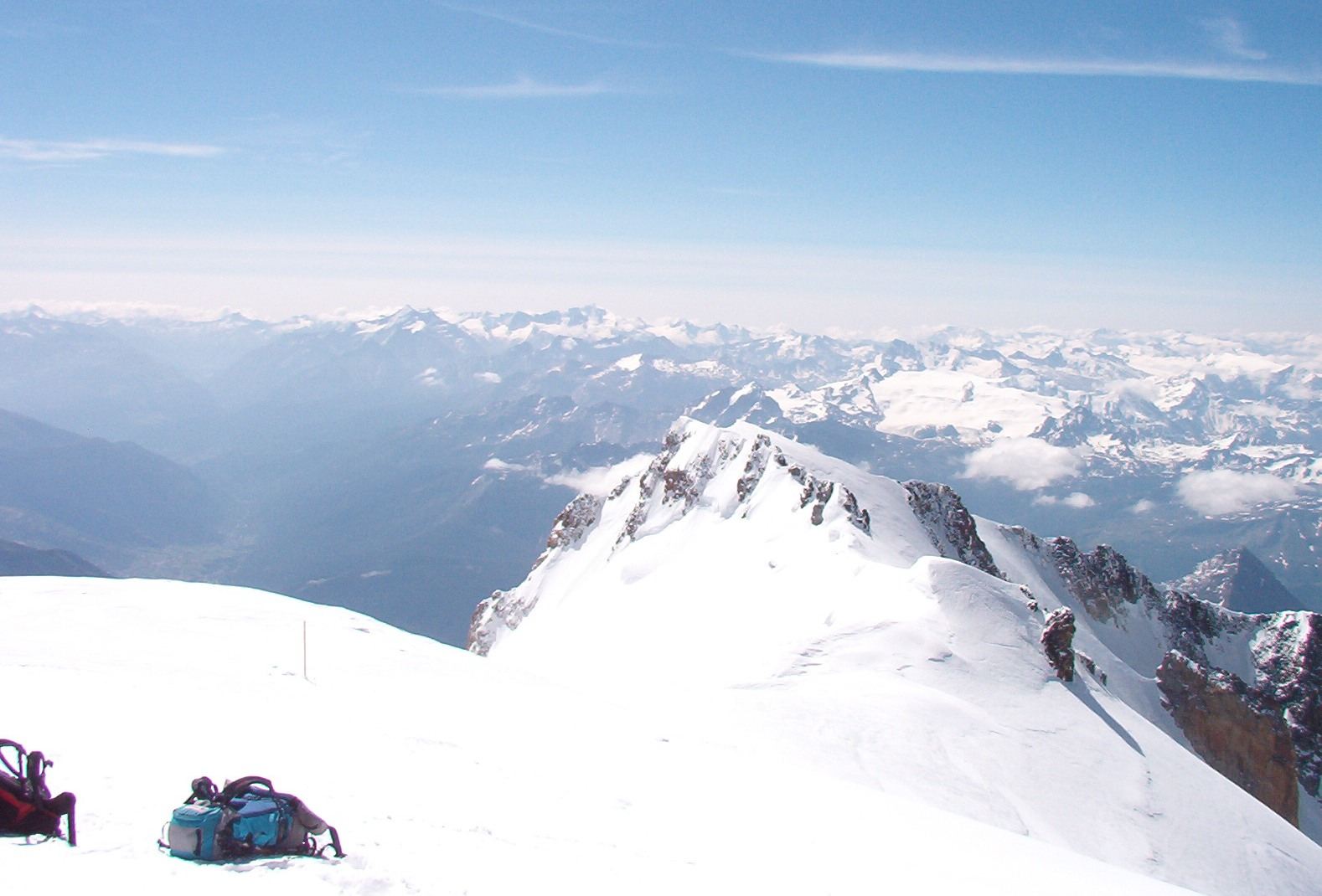
Col Major și vârful secundar Monte Bianco di Courmayeur văzute de pe vârful Mont Blanc

Hărțile Institutului Geografic Național din Franța (Institut Géographique National) localizează vârful Monte Bianco di Courmayeur pe granița dintre Italia și Franța, în discordanță cu hărțile geografice ale agenției naționale de cartografiere din Italia, Institutul Geografic Militar (Istituto Geografico Militare) din Florența, pe care vârful este situat în întregime pe teritoriul italian.
Totuși, un singur tratat bilateral reglementează granița italo-franceză de pe Alpi, Tratatul de la Torino din 24 martie 1860. Prin acest tratat și prin protocoalele ulterioare (acordul de demarcație, care definește granița dintre cele două țări, a fost semnat la 7 martie 1861), cele două state au stabilit că linia de frontieră de pe Mont Blanc trece la o altitudine de 4.810 m, adică chiar pe vârful muntelui. După acea dată, nu au fost semnate acorduri de stat care să indice Monte Bianco di Courmayeur ca fiind parțial situat pe teritoriul francez, deci Monte Bianco di Courmayeur poate fi considerat un vârf secundar sudic, aflat în totalitate pe teritoriul Italiei.

## Istoric
Fizicianul, geologul și naturalistul genevez Horace-Bénédict de Saussure, considerat unul dintre fondatorii alpinismului, a relatat că, în descrierea pe care a făcut-o Michel Paccard despre prima ascensiune a acestuia pe Mont Blanc împreună cu Jacques Balmat (8 august 1786), cei doi ar fi căutat un adăpost pe stâncile de la sud-est de culme: „De pe vârf [Mont Blanc] se poate coborî pe o pantă lină spre Val d'Aosta și se ajunge la niște stânci care se înalță formând un vârf ascuțit. Au căutat acolo un loc de dormit, dar vântul era peste tot la fel de puternic și rece:214”. Potrivit lui Douglas William Freshfield, în biografia sa despre Saussure, „stâncile care se înalță formând un vârf ascuțit”, „spre Val d'Aosta”, corespund vârfului Mont Blanc de Courmayeur:214, ceea ce înseamnă că prima ascensiune pe acest vârf a avut loc în 1786.
Dar, potrivit lui Thomas Graham Brown și Gavin Rylands de Beer, vârful a fost atins cu certitudine pentru prima dată pe 20 august 1822 de Frederick Clissold și șase ghizi: frații Joseph-Marie, David și Jacques Couttet, Pierre-Marie Favret, Jean-Baptiste Simond și Matthieu Bossonney, în timpul celei de-a zecea escaladări a Mont Blanc:288. Grupul a plecat pe 18 august 1822 și au ajuns pe vârf în dimineața zilei de 20. În relatarea sa, Clissold povestește că a stat trei ore la vârful Mont Blanc: „M-am așezat pe vârful unei stânci care se înalță spre colțul dinspre Courmayeur, pentru a contempla dinspre sud versantul abrupt al muntelui și să iau, cu ajutorul ghizilor mei, mostre din acea rocă:230”.
Prima ascensiune directă a Monte Bianco di Courmayeur, precum și prima ascensiune a Mont Blanc pe versantul sudic dinspre Italia, a fost efectuată pe 30 și 31 iulie 1877 de către geologul și alpinistul britanic James Eccles și doi ghizi, frații Michel-Clément și Alphonse Payot, în timpul primei lor escalade peste ghețarii Brouillard și Frêney și de-a lungul crestei Peuterey. În onoarea alpinistului britanic, Pic Eccles de la poalele crestei Innominata de pe Mont Blanc îi poartă numele, la fel ca și cabana Eccles de sub vârful Pic Eccles și Col Eccles de pe partea Brenva a Mont Blanc:298

## Trasee montane

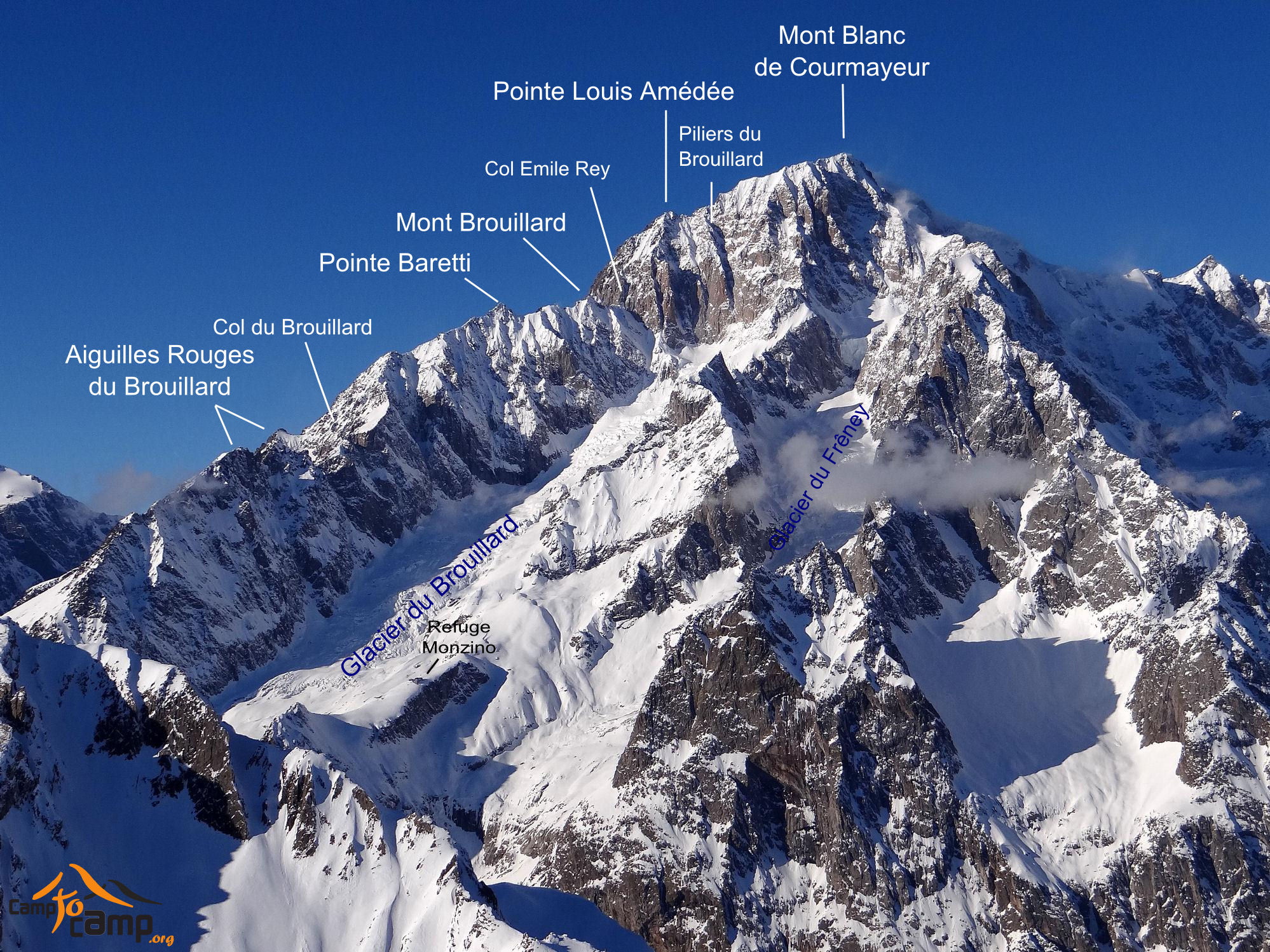

Din localitatea care dă numele vârfului, Courmayeur, încep mai multe trasee montane spre întreg masivul. Vârful Monte Bianco di Courmayeur poate fi atins destul de ușor urmând creasta care începe chiar din vârful Mont Blanc, numită Col Major (4.741 m) și a cărei lungime este de aproximativ 800 m.
Celelalte trasee care pornesc de pe partea italiană urmează crestele Brouillard, Innominata și Peuterey, peste stânci înalte și pereți verticali, necesitând escalade foarte dificile și, prin urmare, foarte căutate de către alpiniștii experți.

## Cabane montane

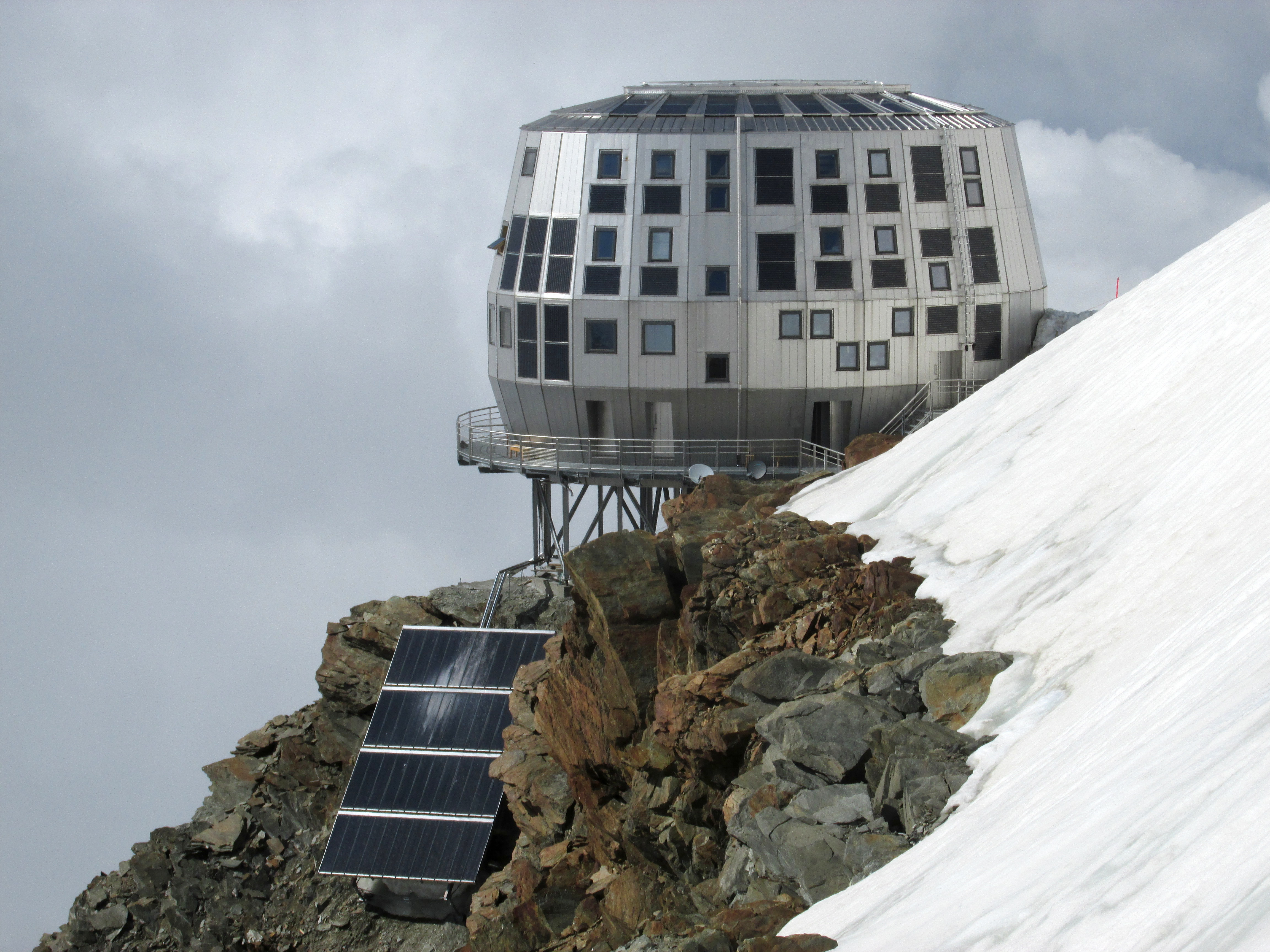
Refuge Aiguille du Goûter (Rifugio del Goûter) (45°51′03″N 6°49′48″E / 45.85083°N 6.83000°E) este un refugiu montan situat în Saint-Gervais-les-Bains (departamentul Haute-Savoie), în masivul Mont Blanc (Alpii Graici) - 3.835 m,
- Bivacco Giuseppe Lampugnani - Giancarlo Grassi (Eccles) (45°49′12″N 6°52′24″E / 45.82000°N 6.87333°E) este un bivuac[g] situat în Courmayeur (AO), în masivul Mont Blanc - 3.850 m,
- Bivacco Marco Crippa (45°49′09″N 6°52′23.56″E / 45.81917°N 6.8732111°E) este un bivuac situat în Val Veny (Valle d'Aosta), la poalele masivului Mont Blanc, la vest de Courmayeur - 3.839 m,
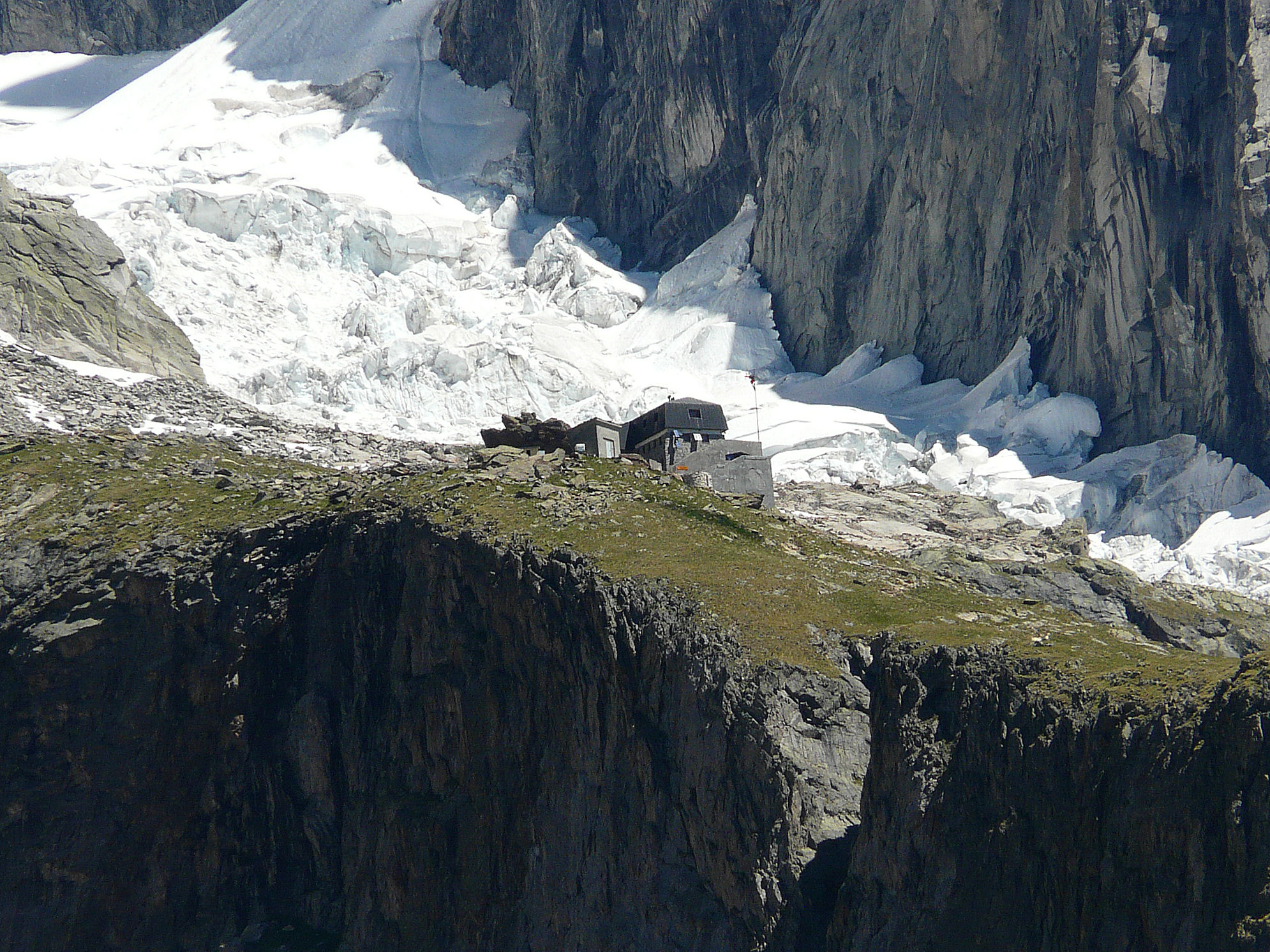
Rifugio Monzino (45°47′58.18″N 6°53′01.69″E / 45.7994944°N 6.8838028°E) este un refugiu montan situat în Courmayeur (AO), în masivul Mont Blanc (Alpii Graici) - 2.590 m.

- Refuge Aiguille du Goûter
- Rifugio Monzino